# Marcha das Mulheres em Portland
A Marcha das Mulheres em Portland, também conhecida como Marcha das Mulheres em Washington, foi um evento ocorrido em Portland, Oregon, nos Estados Unidos, coincidindo com a agenda da Marcha das Mulheres em Washington que ocorrera um dia após a inauguração de Donald Trump. A marcha foi um dos protestos públicos mais extensos da história de Oregon, contando com estimativas de 100.000 participantes.
Os planos para o protesto em Portland começaram com um pequeno grupo de mulheres, no leste do Oregon, em 11 de novembro de 2016, após a eleição de Donald Trump. Milhares de pessoas demonstraram interesse em participar do evento na página do Facebook poucos dias após a criação. Os organizadores queriam concentrar o evento no direito das mulheres, mas foram criticados por não abordarem tópicos diversos. Em 27 de dezembro, a aliança com a Marcha Nacional das Mulheres ultrapassou o número de interessados. Devido a isso, um novo evento foi criado, convidando a participação de um grupo de mulheres que se queixaram sobre a ausência de diversidade. Em 6 de janeiro de 2017, a escritora Margaret Jacobsen tornou-se a principal organizadora da marcha.
Os patrocinadores do evento incluíram a National Organization for Women de Oregon, o centro comunitário PDX Trans Pride e o apoio da organização Planned Parenthood. A Associação Nacional para o Progresso de Pessoas de Cor retirou apoio do evento, citando o fracasso dos organizadores primário em discutir a discriminação que afeta grupos minoritários, especificamente imigrantes, mulheres muçulmanas e mulheres negras.

## Manifestação

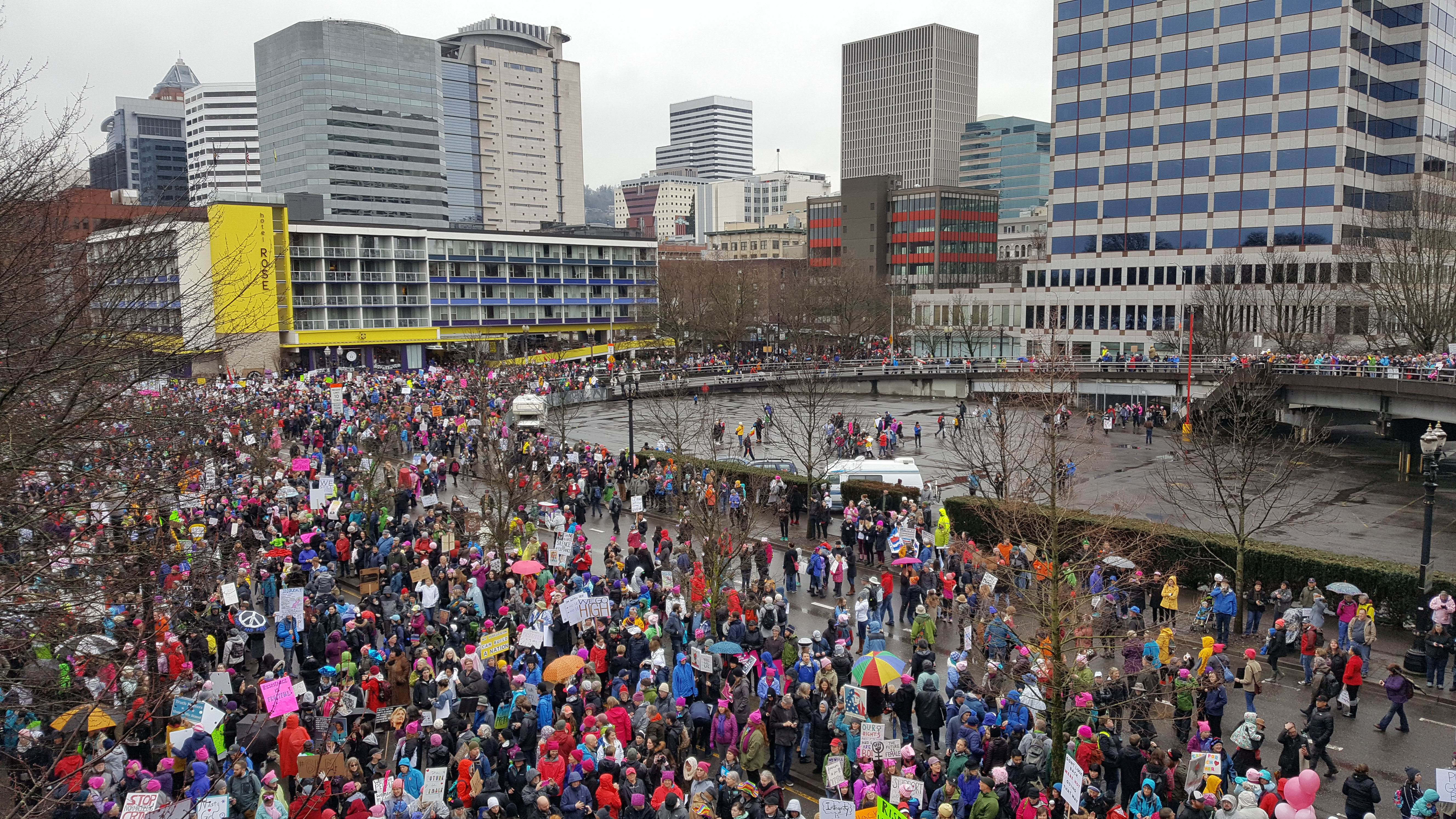
Protestantes se reunindo ao longo da Southwest Naito Parkway, antes da manifestação de meio-dia.

Apesar de não ser oficialmente anunciado como um evento "anti-Trump", muitos participantes protestaram para apoiar o direito das mulheres e reforçar os protestos contra o presidente Donald Trump. Anterior à marcha, a descrição do evento na publicação The Portland Mercury dizia: "Portland será, de fato, uma das cidades envolvidas nessa série de marchas nacionais para mostrar apoio ao direito das mulheres em face de um agressor sexual em série e seus amigos da supremacia branca entrando na Casa Branca."
Shasta Kearns Moore, do jornal Portland Tribune, chamou a manifestação de "uma reação à eleição de Donald Trump; quase todas as forças que trabalharam para perturbar a política na corrida presidencial de 2016 também estava em jogo na organização da marcha de Portland: mídia social, gênero, a franja rural-urbana, conceitos geracionais de feminismo e, acima de tudo, muitas pessoas sentindo que não estavam sendo ouvidas."
Os organizadores emitiram uma declaração acerca do propósito do evento, dizendo: "A Marcha das Mulheres em Washington e Portland está alinhada com a missão da Marcha Nacional, que é um movimento nacional para unificar e capacitar todos os que defendem os direitos das mulheres, direitos humanos, direitos dos imigrantes, liberdades civis e justiça social para todos. Este é um evento apartidário, aberto e pacífico, em que marchamos em solidariedade com nossos parceiros e crianças pela proteção de direitos, segurança, saúde e família. Assim, reconhecemos que nossas comunidades vibrantes e diversificadas são a força motriz do país."

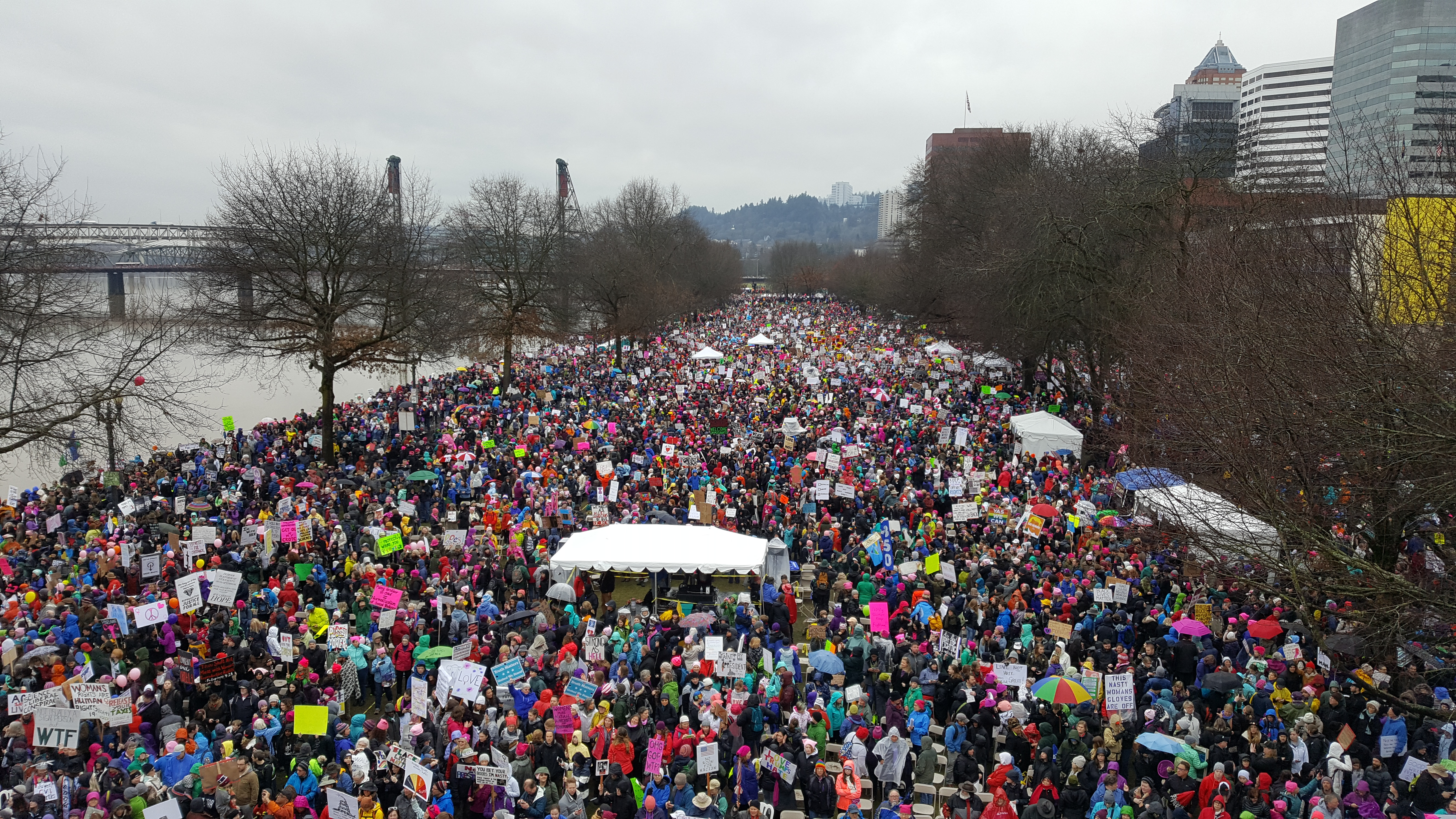
Marchantes no Tom McCall Waterfront Park, sul da Ponte Morrison.

Antes do evento, esperava-se que a Marcha das Mulheres em Portland atraísse entre 20.000 e 30.000 participantes, potencialmente a maior manifestação da cidade. No Facebook, mais de 50.000 confirmaram interesse em participar do protesto. Ao contrário de alguns eventos realizados em conjunto com a Marcha Nacional das Mulheres, o protesto de Portland foi aberto e a rota do evento tornada pública de antemão.
Precedendo a marcha, anunciada previamente como um evento familiar, houve um comício para crianças e famílias, iniciado às 11 da manhã. Os palestrantes seguiram, junto com canções e instruções de segurança para os presentes. O protesto era livre para todos os públicos, mas os organizadores tinham o finco de arredar US$ 10 mil para cobrir os custos da manifestação. Além disso, ocorria, antes da marcha, uma manifestação de trabalhadores no parque South Park Blocks; desta manifestação, 150 aderiram à Marcha das Mulheres local.
Os participantes se reuniram perto do Ponte Morrison, próximo ao Tom McCall Waterfront Park, e depois marcharam por uma área de 44 quarteirões no centro da cidade antes de voltarem ao parque. Com uma extensão estimada entre 1,3 e 2,2 milhas (equivalente a 2,1 e 3,5 km, respectivamente), a rota do evento a Southwest Naito Parkway até a Jefferson Street; em seguida, foram da Fourth Avenue até a Pine Street.  Os manifestantes terminaram no Battlship Oregon Memorial do Waterfont Park, cuja maioria foi dispersa às 15h30.

## Impacto

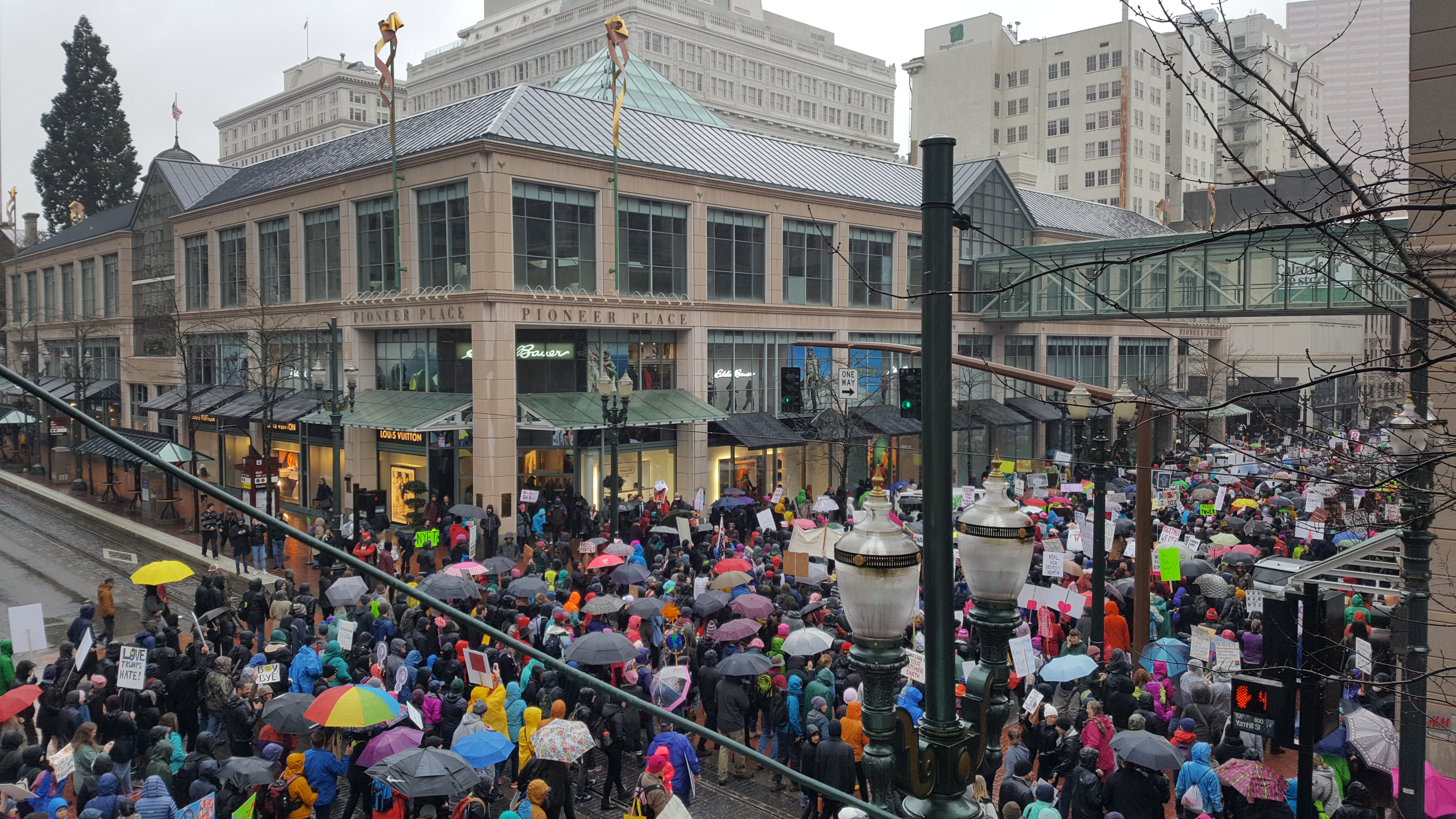
Manifestantes em frente ao shopping Pioneer Place, na Southwest Fourth Avenue.

A marcha tornou-se um dos maiores protestos públicos na história de Oregon. Ao término do evento, os organizadores afirmaram que 100.000 pessoas haviam comparecido. O Departamento de Polícia de Portland disse que a manifestação foi "facilmente uma das maiores marchas de Portland", estimando que entre 50.000 e 100.000 haviam participado. As agências de notícias publicaram estimativas da multidão com variação de 70.000 a 100.000 manifestantes. O jornal Portland Tribune disse: "O evento encharcado de chuva assumiu uma atmosfera festiva. Compareceram tantas pessoas que era impossível para todos verem ou ouvirem os palestrantes no palco ao sul da Ponte Morrison. Às 13h15, horário oficial de início da marcha, uma multidão ainda estava amontoada no Waterfront Park."

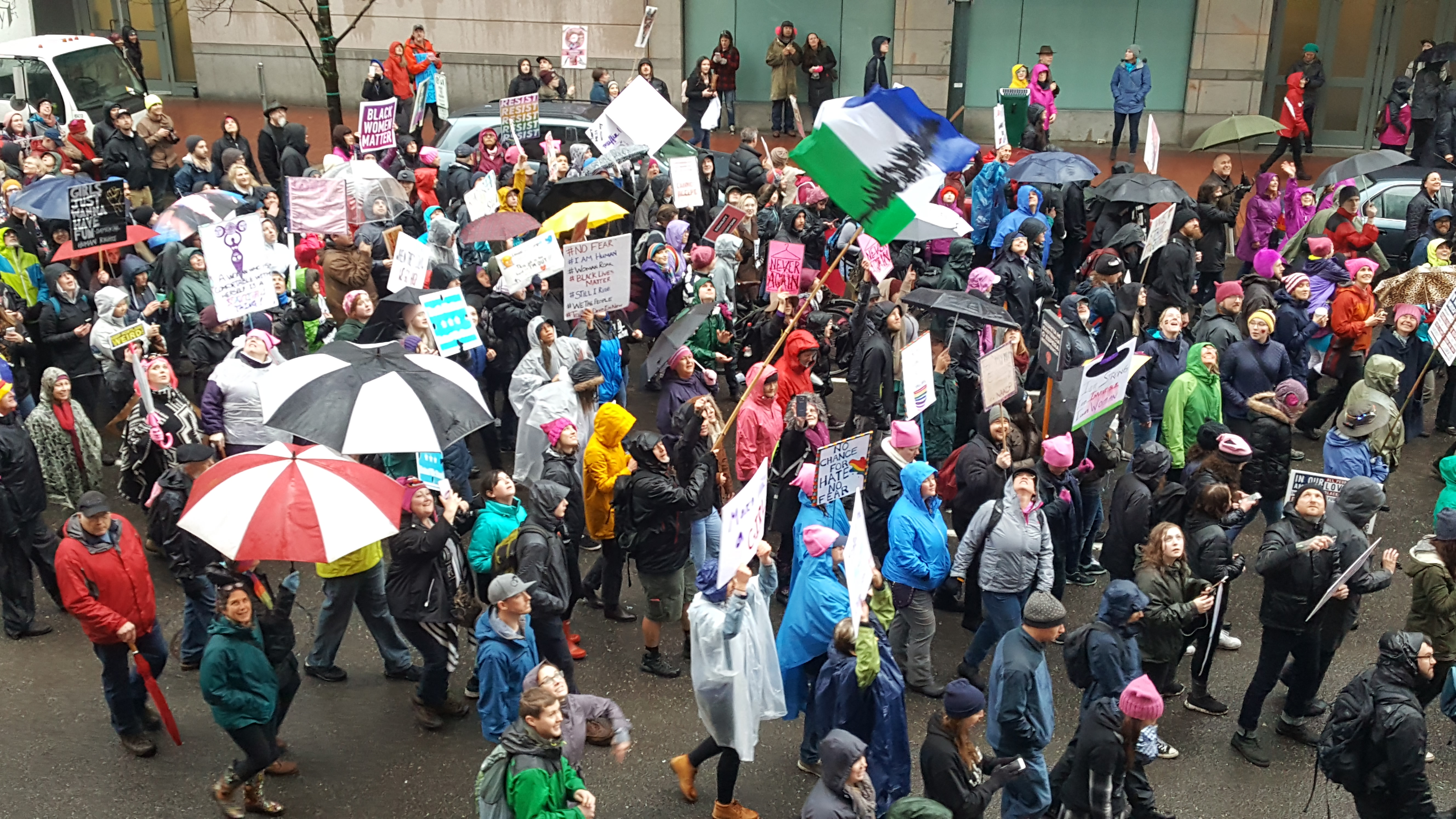
Protestantes na Southwest Fourth Avenue.

Meios de comunicação locais informaram que, ao contrário de outros protestos que antecederam a Marcha das Mulheres, havia uma relação positiva entre manifestantes e autoridades policiais. O Portland Tribune comparou a marcha com os protestos da noite anterior, dizendo que a Marcha das Mulheres tinha uma "atmosfera carnavalesca cheia de sorrisos." A polícia disse que a marcha foi "cem por cento pacífica", e não houve prisões. O sargento Pete Simpson considerou: "Essa marcha foi, acreditamos, uma das maiores da história de Portland, e absolutamente zero incidentes ou problemas foram relatados. O crédito realmente vai para os organizadores por trabalharem com a cidade, se reunindo com o departamento policial para ajudar a planejar e nos permitir obter os recursos adequados."

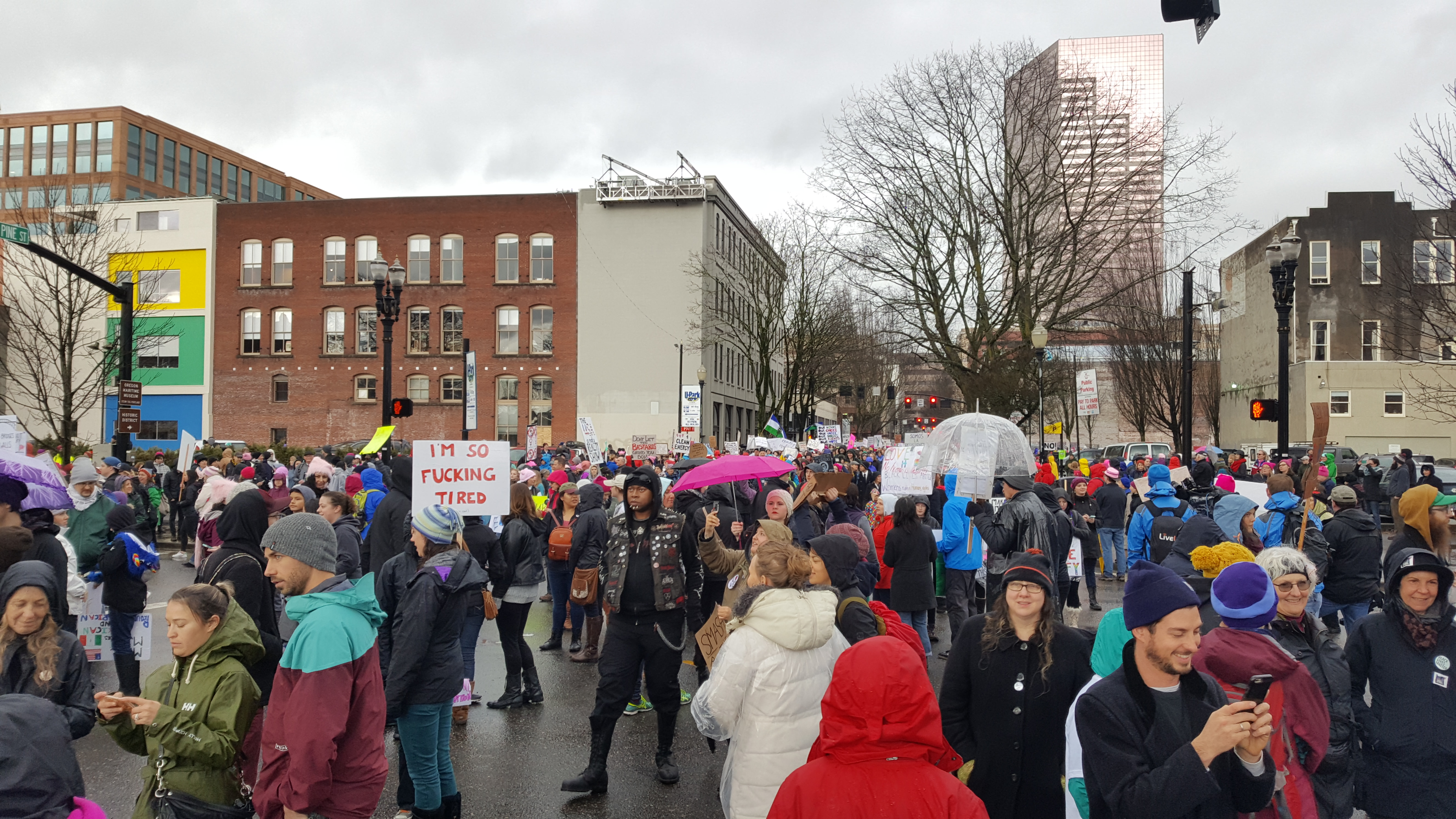
Marchantes se encontrando ao fim do trajeto.

De acordo com a TriMet, empresa de transporte público de Portland, houve um número recorde de pessoas em um curto espaço de tempo. Os passageiros do MAX Light Rail, sistema ferroviário local, sofreram atrasos devido ao uso massivo e os ônibus foram responsáveis por transportá-los das estações Providence Park a Pioneer Courthouse, bem como da Southwest 6th e Pioneer Place a Southwest 5th. Os serviços de ônibus da TriMet também foram congestionados, com usuários experienciando atrasos e desvios de grandes multidões. O aumento da demanda fez com que o aplicativo de emissão de bilhetes da agência parasse de funcionar rapidamente logo após o meio dia. Por volta das 15h45, os serviços do MAX Light Rail foram retomados no centro da cidade. Além disso, a TriMet alterou os serviços no dia anterior à marcha das mulheres devido aos protestos contra Donald Trump no centro de Portland, mas não havia previsto suspensões de serviço no dia da marcha. O tráfego recuou na Interstate 5 em direção ao norte, e foi bloqueado pela polícia na Southwest Naito Parkway, perto do Tom McCall Waterfront Park e da Ponte Morrison.

## Organização

### Liderança e inclusão social

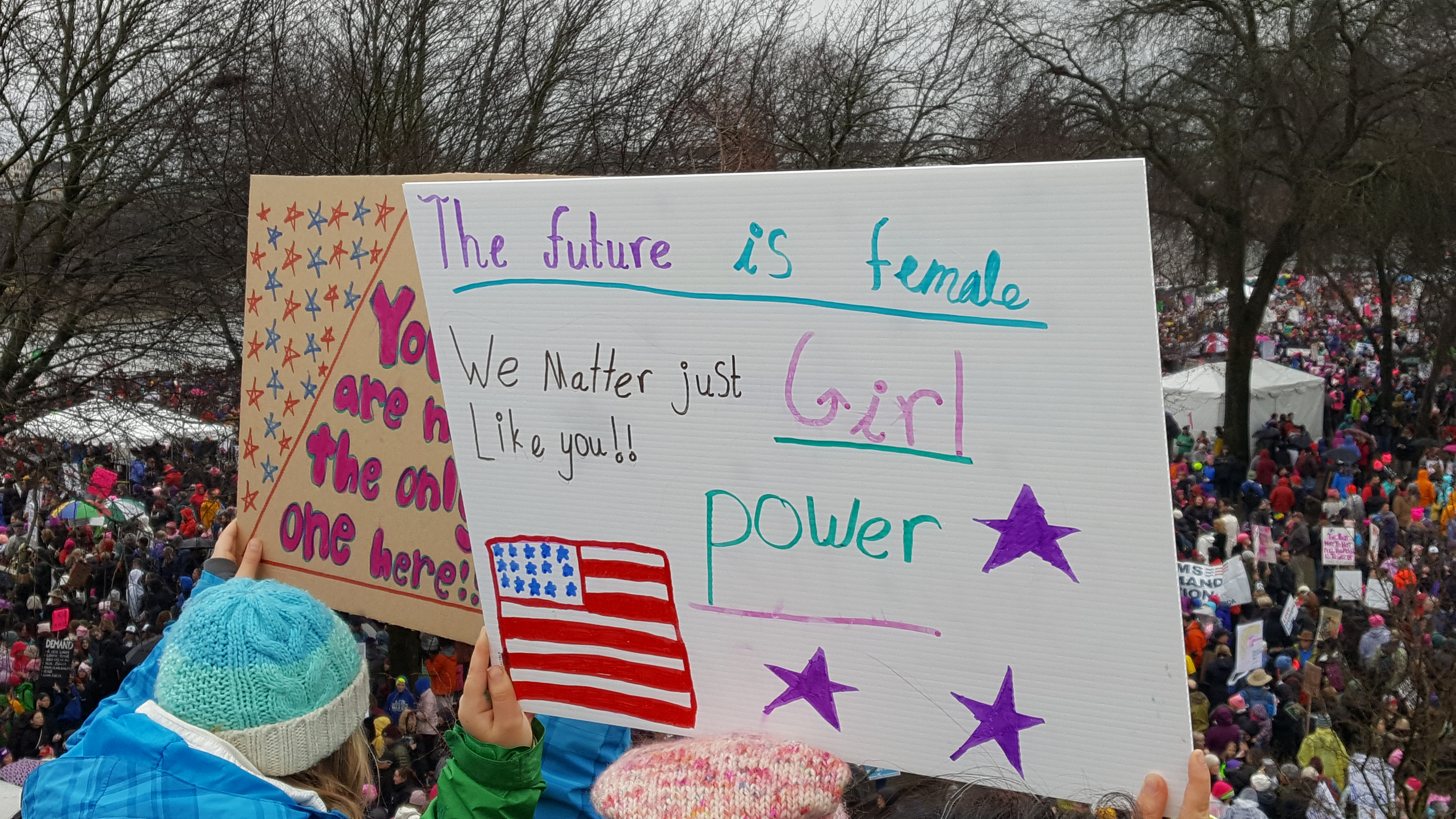
Protestantes segurando um cartaz.

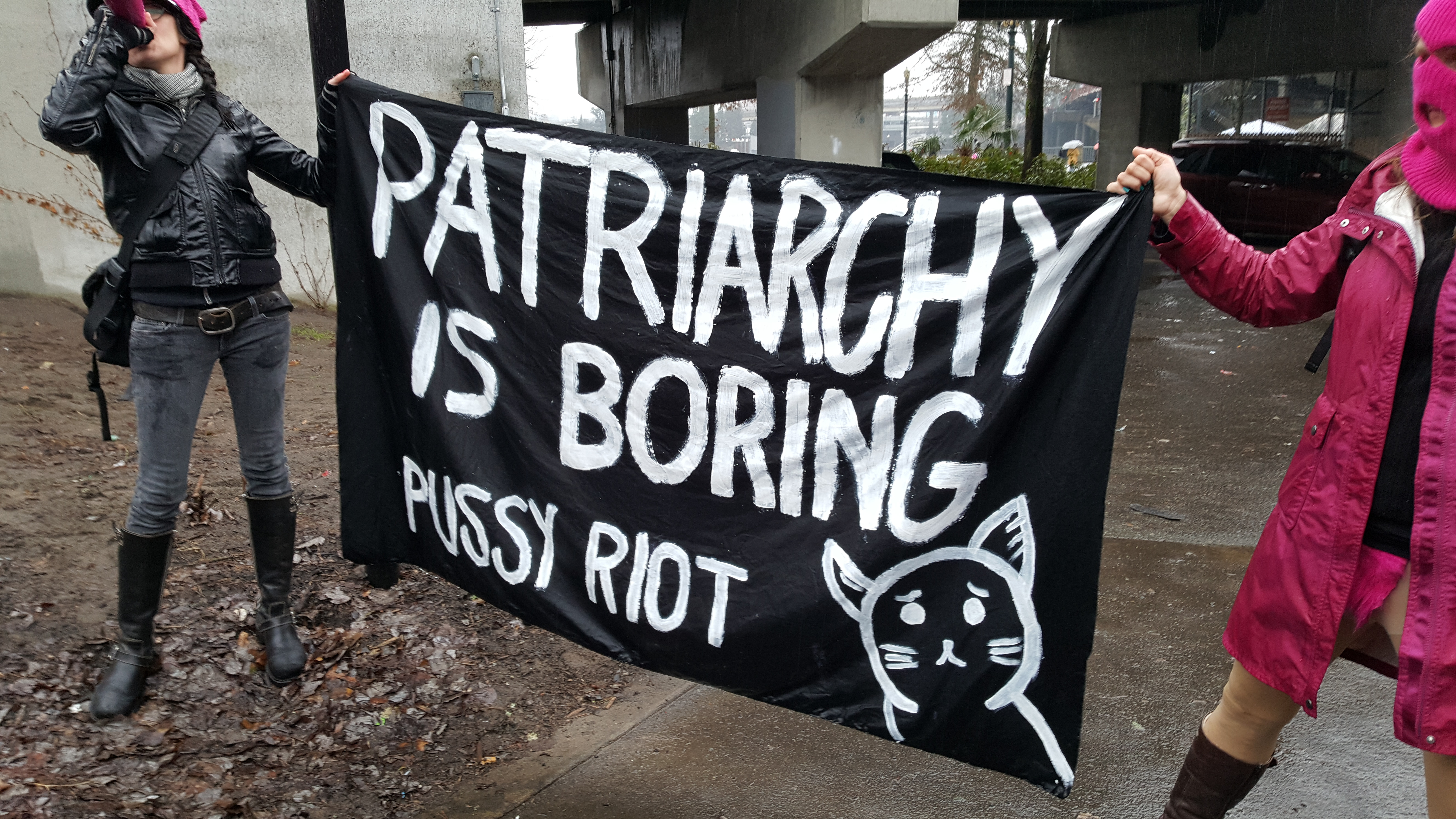
Cartaz referente ao grupo feminista Pussy Riot.

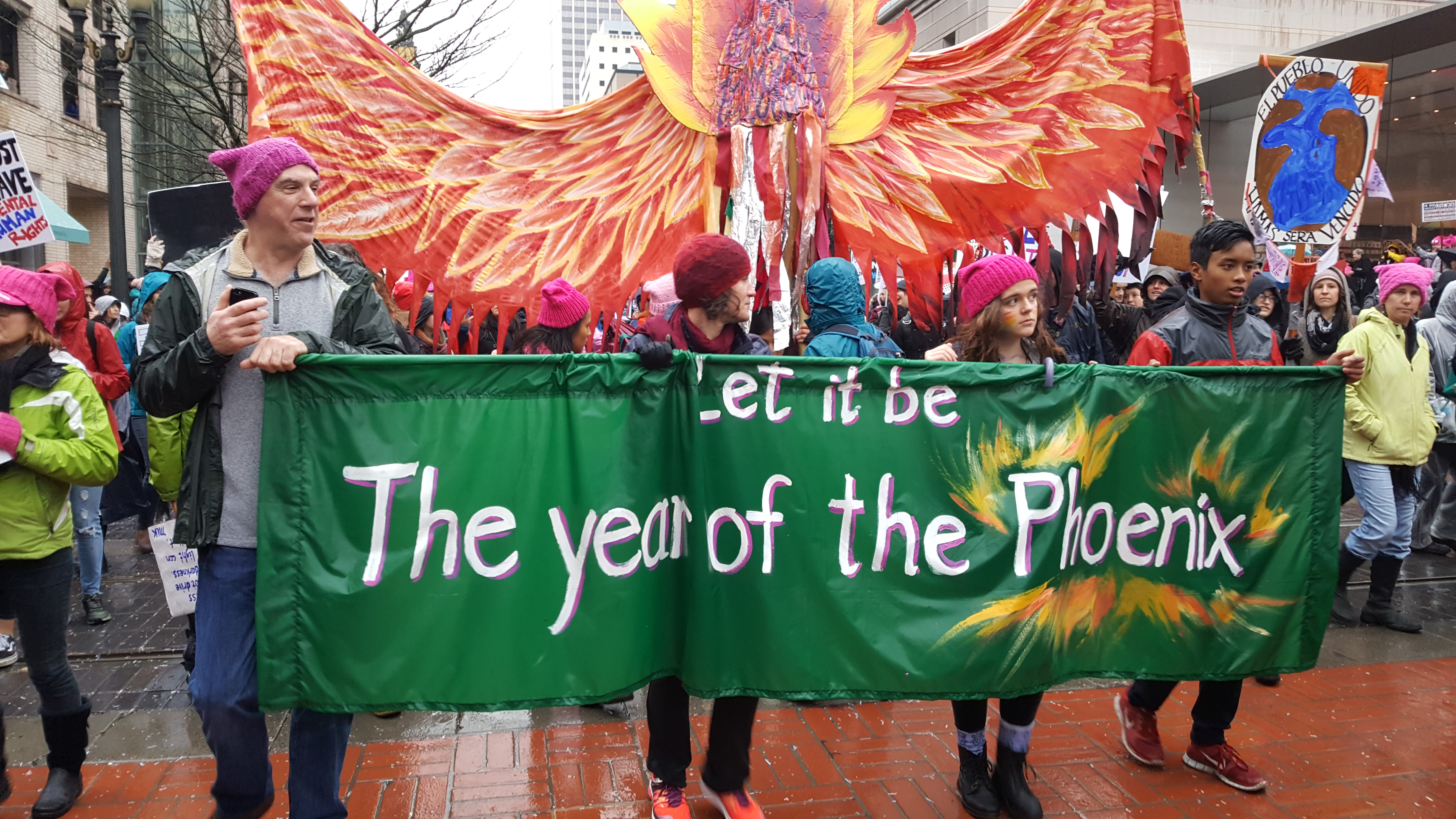
Protestantes segurando um cartaz.

Os planos para a manifestação em Portland foram desenvolvidos por quatro mulheres no leste de Oregon, em 11 de novembro de 2016, após a eleição de Donald Trump. Uma das organizadoras criou uma página no Facebook para anunciar o evento e, em poucos dias, milhares de pessoas expressaram interesse em participar. Enquanto 600 indivíduos eram recrutados para ajudar no protesto, os organizadores primários do evento ficaram frustrados devido aos grupos que passaram a defender questões que mais os afetavam. Os líderes queriam se concentrar apenas nos direitos das mulheres; um dos indivíduos, no entanto, explicou que a situação abordava questões maiores.
Apesar da inclusão de mulheres para falar sobre o transfeminismo, juntamente com um espaço para a organização Black Lives Matter, os organizadores originais foram criticados por não abordarem a pluralidade de ideias. A discussão resultou na remoção de ataques pessoais e comentários por parte dos moderadores das páginas do evento. O conflito não era exclusivo da região de Portland: Constance Van Flandern, responsável pela Marcha Nacional das Mulheres em Washington, recebeu a informação de que discussões semelhantes estavam ocorrendo em diversas cidades dos Estados Unidos. Rachel Monahan, do jornal alternativo Willamette Week, comentou: "O conflito de Portland refletiu conflitos que ocorreram concomitantemente com os planejadores nacionais da manifestação. Uma geração mais velha de feministas discordou das ativistas mais jovens em relação à possível união de questões femininas sem referência à discriminação racial, etnicidade e sexualidade.
Em 27 de novembro, Van Flandern endossou os pedidos e criou um novo evento denominado "Marcha das Mulheres em Washington: Portland". Os primeiro noves convites foram destinados às mulheres que haviam se queixado sobre a falta de diversidade no episódio de manifestação. Após o pedido de assistência pelas organizadoras de Oregon, Van Flandern nomeou novos administradores para o grupo original do Facebook, removendo banimentos anteriores e mudando o visual do evento. Em resposta, milhares de pessoas demonstraram apoio e comparecimento à manifestação. Margaret Jacobsen, ativista e escritora, aderiu à campanha em 5 de janeiro de 2017, tornando-se a principal organizadora da marcha. Rebekah Brewis, diretora jurídica da PDX Trans Pride, Nora Colie, Erica Fuller e Kat Lattimer também atuaram como organizadoras.
A fim de tornar a marcha mais inclusiva para qualquer idade, sexo ou habilidade física, as novas organizadores propuseram uma declaração que dizia: "A equipe de Portland também se assegurou de ter uma representação diversificada, e está trabalhando arduamente para garantir que o evento seja inclusivo e que as vozes de mulheres de cor sejam ouvidas e centradas durante todo o processo." As mulheres, juntamente com o prefeito Ted Wheeler e o chefe de política Michael Marshman, compareceram a uma coletiva de imprensa em 18 de janeiro; Brewis comentou sobre a importância do autopoliciamento.

### Apoio político
Classificando a marcha como "um dia incrível para Portland", o prefeito Wheeler comentou: "Este foi um evento muito positivo e familiar. Muitas pessoas daqui expressaram seus direitos presentes na Primeira Emenda à Constituição dos Estados Unidos e o fizeram de forma pacífica. Há um forte valor nesta comunidade ligado ao engajamento, à atividade e à expressividade, e eu apoio fortemente. Apoiamos a pacificidade nos protestos." Earl Blumenauer, representantes dos Estados Unidos em Oregon, participou da marcha ao invés da posse de Trump. O senador Ron Wyden participou sincronicamente da posse de Trump e da Marcha das Mulheres em Washington.

## Parceiros

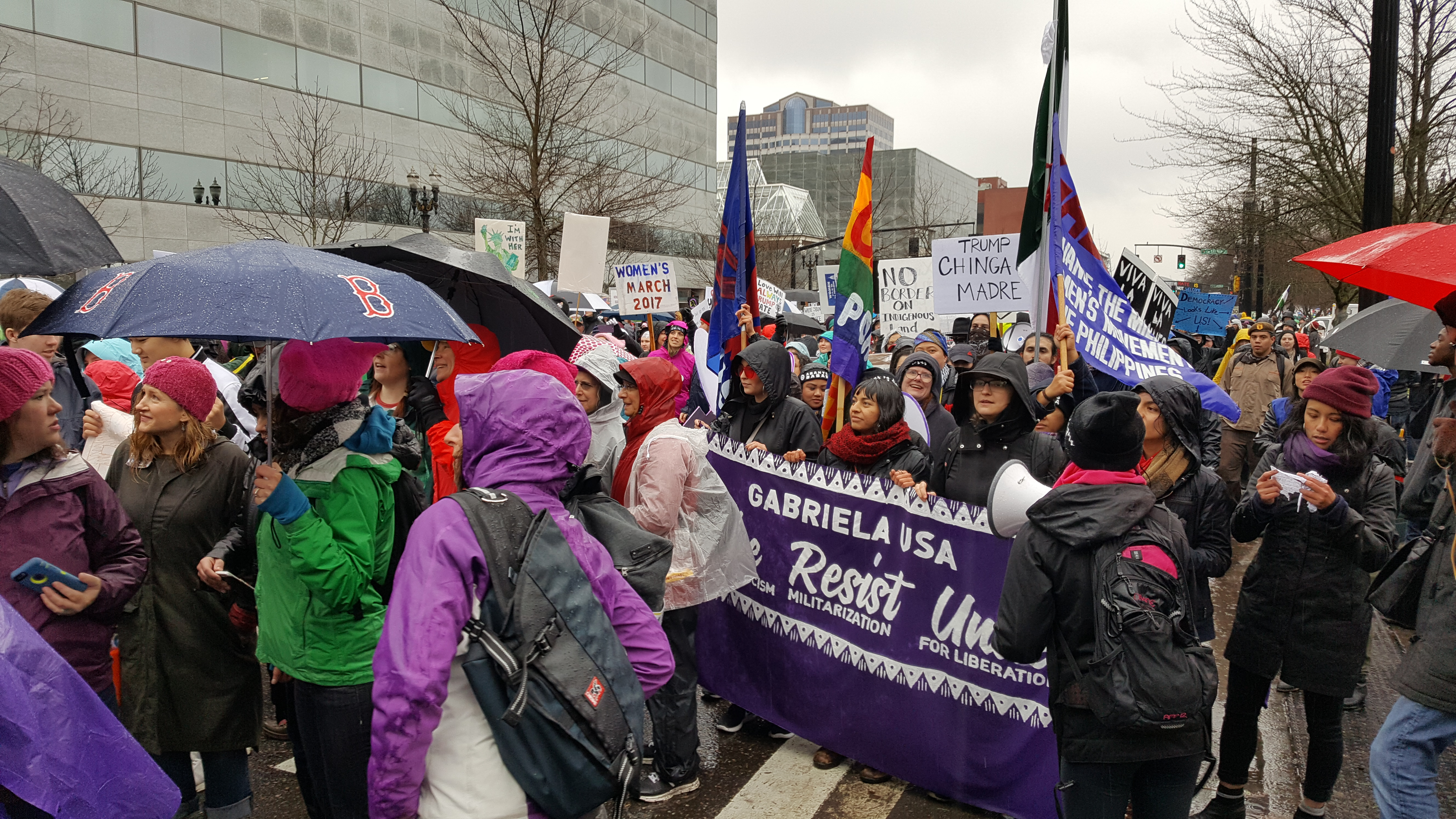
Protestantes marchando em nome da GABRIELA USA, partido filipino da esquerda, em favor ao GABRIELA Women's Party.

Os principais patrocinadores do evento incluíam a National Organization for Women de Oregon e da Região Metropolitana de Oregon, PDX Trans Pride, e Columbia Willamette, afiliada à Planned Parenthood. Inicialmente, a organização Planned Parenthood havia decidido não participar do evento, portanto, não incorporaram detalhes da organização na plataforma; a organização de saúde Oregon Physicians for Social Responsibility atuaram como co-patrocinadores. Oregon Physicians for Social Responsibility also claimed to be a co-sponsor.
A NAACP de Portland retirou o apoio do protesto, acusando os organizadores iniciais de não discutir discriminação relativa a imigrantes, mulheres muçulmanas e negras. O presidente do grupo disse que foi informada de que tais tópicos, juntamente com mensagens ligadas ao Black Lives Matter e à contracampanha de Trump, eram "extremamente políticas". Devido às contestações, um pequeno grupo de mulheres do leste de Oregon que trabalhavam como organizadoras foram substituídas, com o intuito de dar mais voz às causas sociais de parcelas minoritárias. Tomando conhecimento da atitude do evento, a NAACP explicou: "Sentimos que era importante não perdermos esse momento de aprendizado sobre os papeis de raça, religião e classe que estavam presentes na marcha. [...] Colocar o rosto de uma mulher negra no início da marcha não muda a nossa posição contrária. É necessário combater o racismo e lutar uma questão de unidade."